# ヴェルブンク
ヴェルブンク（ハンガリー語: verbunk [ˈvɛrbuŋk]、スロバキア語: verbuňk）は、ハンガリーのダンスのうち、ハンガリー常備軍の設立（1715年）からハンガリー革命（1848年）にかけて行われていた募兵活動の中で生まれた古いタイプのダンスと音楽ジャンル。1866年に徴兵制度が導入されるとこの募兵活動は廃止となった。
当時のハンガリーでの兵士の補充活動は、強制的徴兵の他、募兵という方法が採られていた。これは、この制度が始まった当初から、居酒屋（チャールダ）においての酒宴という形で行われていた。ハンガリー軍はこうして、「軍隊生活の楽しさ」をアピールしようとした。
これは次第に芸術的に完成されたものとなってゆき、18世紀の後半にヴェルブンコシュ音楽の基礎となった。